# 骰子

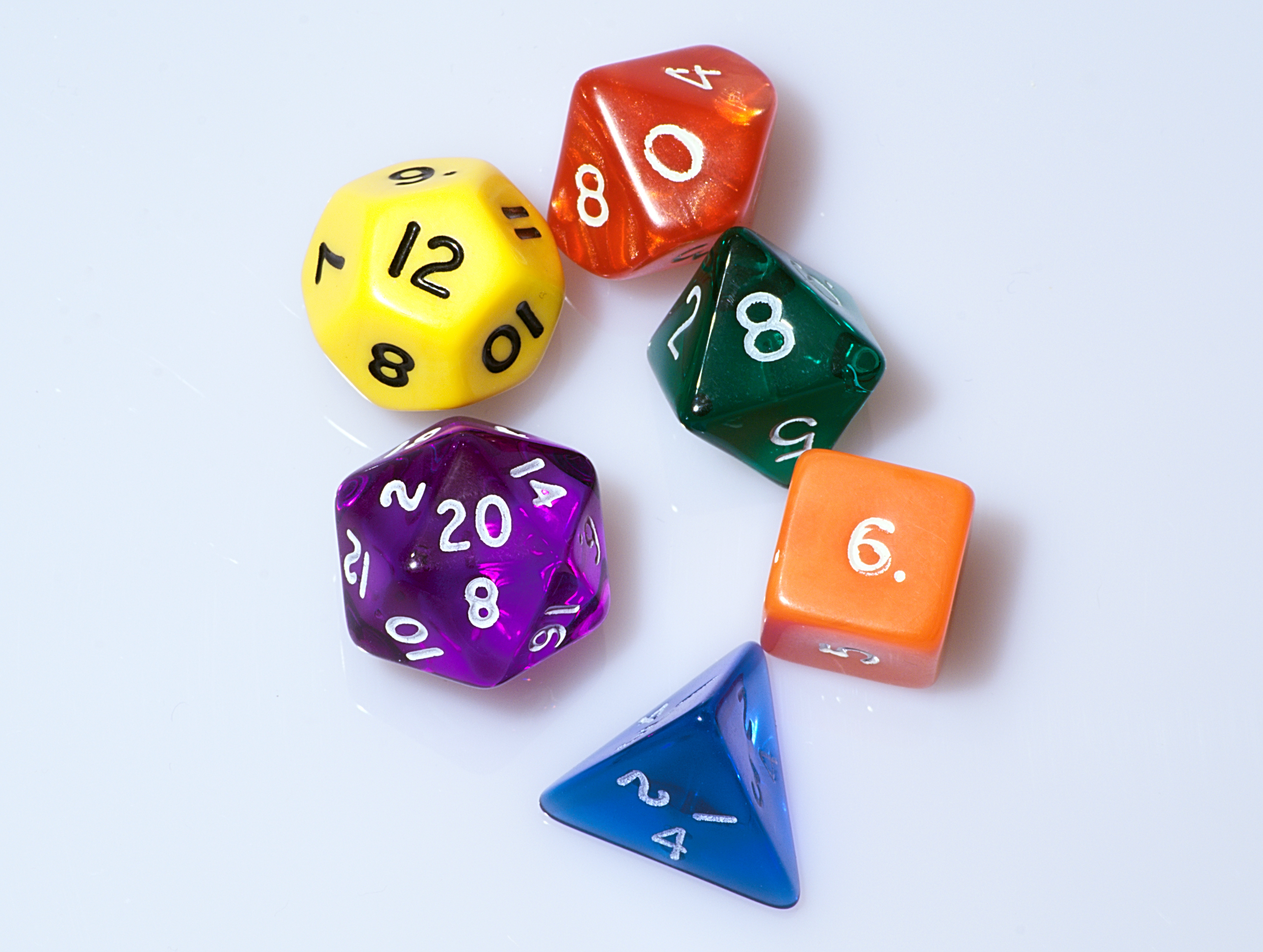
各式各樣的骰子

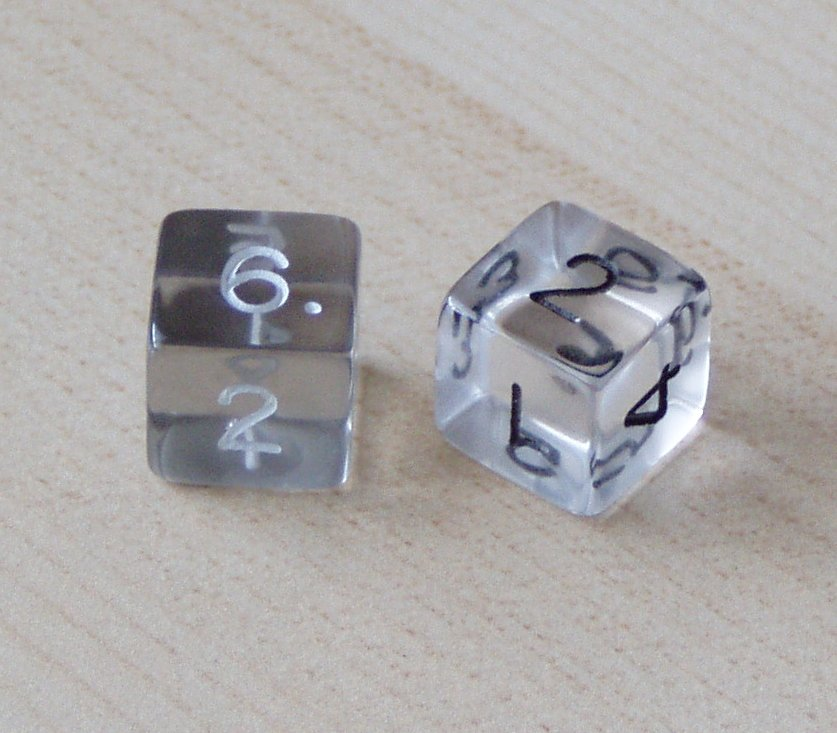
帶阿拉伯数字的骰子

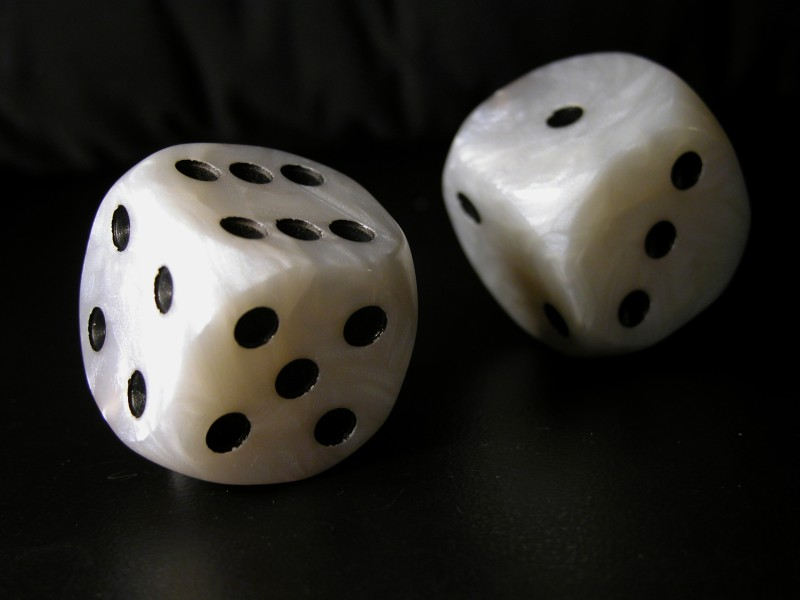
立方六边形、带圆角的传统骰子

骰子，亦稱色子，是各面帶有標記，以生成随机数的小型可投掷道具。骰子通常用於桌上遊戲，如骰子游戏、棋盘游戏、角色扮演游戏、博弈游戏、等。

## 歷史

三个男人在一个女人的注视下掷骰子

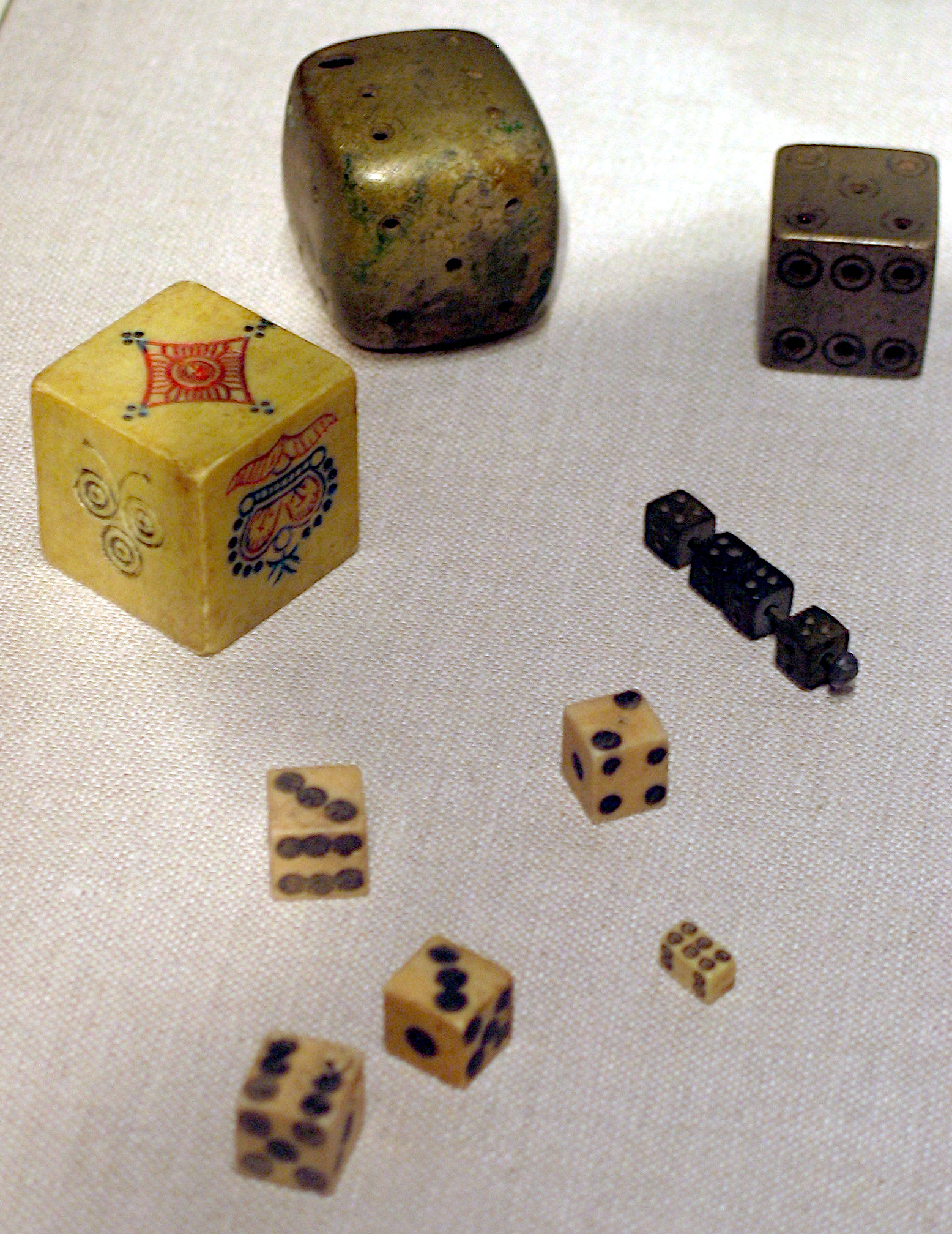
古代的骰子

骰子在五千年前西亞地區就有使用。最早期的骰子並非現在常見的正多面體，而是角錐或棒狀的，正多面體的骰子是由牛或羊的距骨刻成，古埃及、古希臘人與古羅馬人就有用距骨玩拋擲遊戲。玩法通常是將跖骨拋上，用手接下，同抓布包遊戲一樣考驗小孩的神經反應。跖骨因能擲出四面，可作為骰子遊戲，也被認為是六面骰的前身。
中國的骰子習慣在一點和四點漆上紅色，据清代赵翼考证红四点最早为唐玄宗所使用。

## 面數
最常見的骰子是6面骰，它是一顆正立方體(正六面體)，上面分別有1〜6個孔（或數字），其相對兩面之數字和必為7。在桌上遊戲中常見的正多面體骰子有4面、8面、12面、20面和非正多面體的10面骰。
此外還有一些稀有的多面骰子，例如14面、30面、60面、120面骰。以及不太具實用性質的1面骰(莫比烏斯帶)、5面骰、100面骰和球型骰子等各種不同的種類。

## 重心
理論上，完全公正的骰子的重心應該在正中央，使得擲出每一面的機率完全相同。但這在製作上並不容易，以六面骰子為例，由於點數六的凹洞較點數一的凹洞多，因此在沒有特別調整的前提下，點數一的那一面勢必會比較重。
此外，灌鉛、使用磁鐵是控制骰子重心與擲骰結果的方式，可以做為詐賭之用。

## 功用

### 賭博類
- 骰寶，賭場常見
- 花旗骰，西方賭場主流
- 盲公骰
- 大話骰

### 遊戲道具
以擲骰的數字來判定機率或決定行動值。
- 棋盤遊戲：飛行棋、大富翁
- 麻將：作為開局使用
- 牌九：作為開局使用
- 龍與地下城：在遊戲事件中使用
- 快艇骰子：作為戰略所用

### 其它
- 團康遊戲
- 占卜
- 做為曆
- 骰子的圖案經常用於表示「隨機」

## 數學

### 賽克文的骰子
兩顆不同的六面骰子，擲出來的結果可能跟兩顆相同的一般骰子一樣。其中只有一種組合的不同六面骰子每面都是正整數，稱為賽克文的骰子（Sicherman's dice）。它的表面分別為1, 2, 2, 3, 3, 4及1, 3, 4, 5, 6, 8。對於若骰子表面為正四面體，這些表面則為1,2,2,3及1,3,3,5。這類骰子可以用生成函數去求得。

### 非遞移骰子

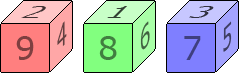
一組的3顆非遞移骰子（上圖的骰子只顯示了三面，隱藏的另外三面跟看到的三面相同）

考慮以下的遊戲：給定一組骰子。甲先選一顆，乙選另一顆不相同的骰子。乙有可能永遠都有辦法使得自己取勝的機率較高嗎？
由於勝出的相對機率並非遞移關係，這樣的骰子是有可能的。
Efron骰子便是四個符合以上條件的骰子。將它們分別稱為A,B, C,D，其中A勝B、B勝C、C勝D和D勝A的機率均為2/3。這些骰子的表面分別是：
- A: 4, 4, 4, 4, 0, 0
- B: 3, 3, 3, 3, 3, 3
- C: 6, 6, 2, 2, 2, 2
- D: 5, 5, 5, 1, 1, 1

## 符號
| 記号 | Unicode | JIS X 0213 | 字符实体引用        | 名称  |
| ---- | ------- | ---------- | ------------------- | ----- |
| ⚀    | U+2680  | -          | &#x2680; &#9856;    | 骰子1 |
| ⚁    | U+2681  | -          | &#x2681; &#9857;    | 骰子2 |
| ⚂    | U+2682  | -          | &#x2682; &#9858;    | 骰子3 |
| ⚃    | U+2683  | -          | &#x2683; &#9859;    | 骰子4 |
| ⚄    | U+2684  | -          | &#x2684; &#9860;    | 骰子5 |
| ⚅    | U+2685  | -          | &#x2685; &#9861;    | 骰子6 |
| 🎲   | U+1F3B2 | -          | &#x1F3B2; &#127922; | 骰子  |